# Први грађанин мале вароши
Први грађанин мале вароши је југословенски драмски филм из 1961. године. Режирао га је Пуриша Ђорђевић, који је написао и сценарио.

## Радња
Грађани мале вароши тешко се растају са његовим центром, који треба да се сруши и да се изгради нови и функционалнији. Председник општине први грађанин мале вароши подржава план девојке која је архитекта и пројектант у коју је заљубљен али да би грађанима доказао да стари центар не руши под њеним утицајем почиње да избегава девојку а она се удаје за другог.

## Улоге
| Глумац                 | Улога                    |
| ---------------------- | ------------------------ |
| Раде Марковић          | Мишко                    |
| Јелена Жигон           | Катарина                 |
| Љуба Тадић             | Никола                   |
| Мија Алексић           | судија за прекршаје      |
| Љубинка Бобић          | врачара                  |
| Драгомир Бојанић Гидра | милиционер Јаблан        |
| Рахела Ферари          | Мишкова тетка            |
| Ана Красојевић         | Ивона                    |
| Петар Матић            | директор фабрике         |
| Виктор Старчић         | конобар Емил             |
| Александар Стојковић   | филмски сниматељ         |
| Миливоје Мића Томић    | мађионичар               |
| Милорад Самарџић       | Јасен                    |
| Бранко Ђорђевић        | функционер               |
| Дејан Дубајић          | матичар                  |
| Бранко Татић           | Берберин Драги           |
| Нада Касапић           | Мишкова секретарица      |
| Владимир Медар         | председник друге општине |
| Михајло Викторовић     | млађи функционер         |
| Миливоје Живановић     |                          |
| Станко Буханац         |                          |
| Бранко Ђурђевић        |                          |
| Марко Милинковић       |                          |
| Славко Рељић           |                          |
| Стеван Штукеља         |                          |
| Мила Станић            |                          |
| Ружица Вељовић         |                          |
| Даница Жујовић         |                          |

Комплетна филмска екипа  ▼
| Редитељ                   | Пуриша Ђорђевић        |                                          |
| Сценариста                | Пуриша Ђорђевић        |                                          |
| Композитор                | Бојан Адамич           |                                          |
| Директор фотографије      | Никола Мајдак          |                                          |
| Монтажер                  | Мирјана Митић          |                                          |
| Сценограф                 | Властимир Гаврик       |                                          |
| Уметнички директор        | Јован Радић            |                                          |
| Костимограф               | Мира Чохаџић           |                                          |
| Одсек за шминку           | Ванда Петровић         | шминкерка                                |
| Менаџер продукције        | Александар Миловановић | помоћник директора филма                 |
| Менаџер продукције        | Миодраг Микос Петровић | вођа снимања (као Миодраг Петровић)      |
| Менаџер продукције        | Петар Шобајић          | директор филма                           |
| Помоћник режије           | Миленко Миловић        | други помоћник редитеља                  |
| Помоћник режије           | Светислав Павловић     | први помоћник редитеља                   |
| Уметнички одсек           | Свето Костадинов       | сценски реквизитер                       |
| Одсек за звук             | Живко Пивнички         | тон мајстор                              |
| Одсек за камеру и расвету | Владимир Матејић       | пратилац камере                          |
| Одсек за камеру и расвету | Јован Нечић            | пратилац камере                          |
| Одсек за камеру и расвету | Драган Првановић       | вођа расвете                             |
| Одсек за камеру и расвету | Душан Вукелић          | фотограф                                 |
| Одсек за костим           | Аница Стаменић         | гардеробер                               |
| Одсек за монтажу          | Бојана Субота          | асистент монтажера (као Бојана Чобански) |
| Управљање локацијом       | Иван Петровић          | технички менаџер локације                |
| Музички одсек             | Петар Радосављевић     | музички сарадник                         |
| Остала екипа              | Радмила Ђорђевић       | секретар продукције                      |
| Остала екипа              | Нада Недељковић        | секретар режије                          |